# Kluci nepláčou
Kluci nepláčou, v originále Boys Don’t Cry je americké filmové drama režisérky Kimberly Peirce z roku 1999. Poprvé zde zazářila herečka Hilary Swank, která za svůj výkon získala Oscara v kategorii nejlepší ženský herecký výkon za roli, ve které ztvárnila tragický osud trans hocha Brandona Teeny.

## Děj
Mladý Brandon Teena (Hilary Swank) se po krádeži auta pokouší utéct spravedlnosti. V tom ho napadne, že by si také mohl změnit jméno, a z Teeny Brandonové se stává Brandon Teena. Touto změnou jména Brandon mění i celou svoji osobnost a dosavadní život. Brandon už dlouho žil s pocitem, že se narodil ve špatném těle. Cítil se být mužem a tato změna jména mu více umožnila žít jako kdo doopravdy je. V těchto obrovských zmatcích a pochybnostech o sobě samém se Brandon seznamuje s dívkou jménem Lana, do které se bezhlavě zamiluje. Lanina rodina Brandona vezme k sobě do rodiny bez větších problémů a Lana s Brandonem prožívají šťastné chvíle. Zvrat přijde v okamžiku kdy policie přijde zatknout Brandona a uvězní ho v ženské věznici. Brandon se snaží mlžit a vymýšlet si lži o tom, proč je v ženské věznici, ale když pravda vyjde najevo ukáže se, že Lana Brandona bere takového jaký je a tato skutečnost jejich vztah nemůže vůbec ohrozit. Jinak to ale vidí Lanina rodina. Cítí se ponížení, oklamaní a rozhodnou se Lanu pomstít. Brandonovi a Laně se daří skrývat, ne však dlouho. Celé drama končí, když Lanina rodina zabije Brandona i Laninu kamarádku, u které se celou dobu skrývali.

## Obsazení
| Hilary Swank      | Brandon Teena |
| Chloë Sevigny     | Lana Tisdel   |
| Peter Sarsgaard   | John Lotter   |
| Brendan Sexton    | Tom Nissen    |
| Alicia Goranson   | Candace       |
| Alison Folland    | Kate          |
| Jeannetta Arnette | Lanina matka  |
| Rob Campbell      | Brian         |
| Matt McGrath      | Lonny         |

## Ocenění (výběr)
- Zlatý glóbus – Hilary Swank, nejlepší herečka
- New York Film Critics Circle Award – Hilary Swank, nejlepší herečka
- Los Angeles Film Critics Association Awards – Hilary Swank, nejlepší herečka; Chloë Sevigny – nejlepší vedlejší herečka
- Oscar – Hilary Swank, nejlepší herečka
- Rosebud (cena německého gay a lesbického filmového festivalu Verzaubert) – nejlepší film[1][2]

## Zajímavosti
- Film je natočený podle skutečné události. Skutečný Brandon Teena se narodil roku 1972 a byl zastřelen roku 1993. Podle jeho příběhu byl o rok dříve natočen i dokument Případ Brandon Teena (The Brandon Teena Story).
- Hilary Swank, která Brandona ztvárnila, pochází ze stejného města jako skutečný Brandon, a to z Lincolnu v Nebrasce.
- Název filmu je převzatý z písně skupiny The Cure, která ve filmu také zaznívá. Původní název filmu byl Take it like a man.
- Hilary Swank se měsíc před natáčením filmu také začala oblékat jako chlapec a ostříhala si vlasy, aby se při natáčení mohla do své role lépe vžít.
- Do české kinodistribuce byl film uveden 27. ledna 2000 a téhož roku byl uveden na prvním ročníku přehlídky gay a lesbických filmů Duha nad Brnem.[3]